# John L. Skantze

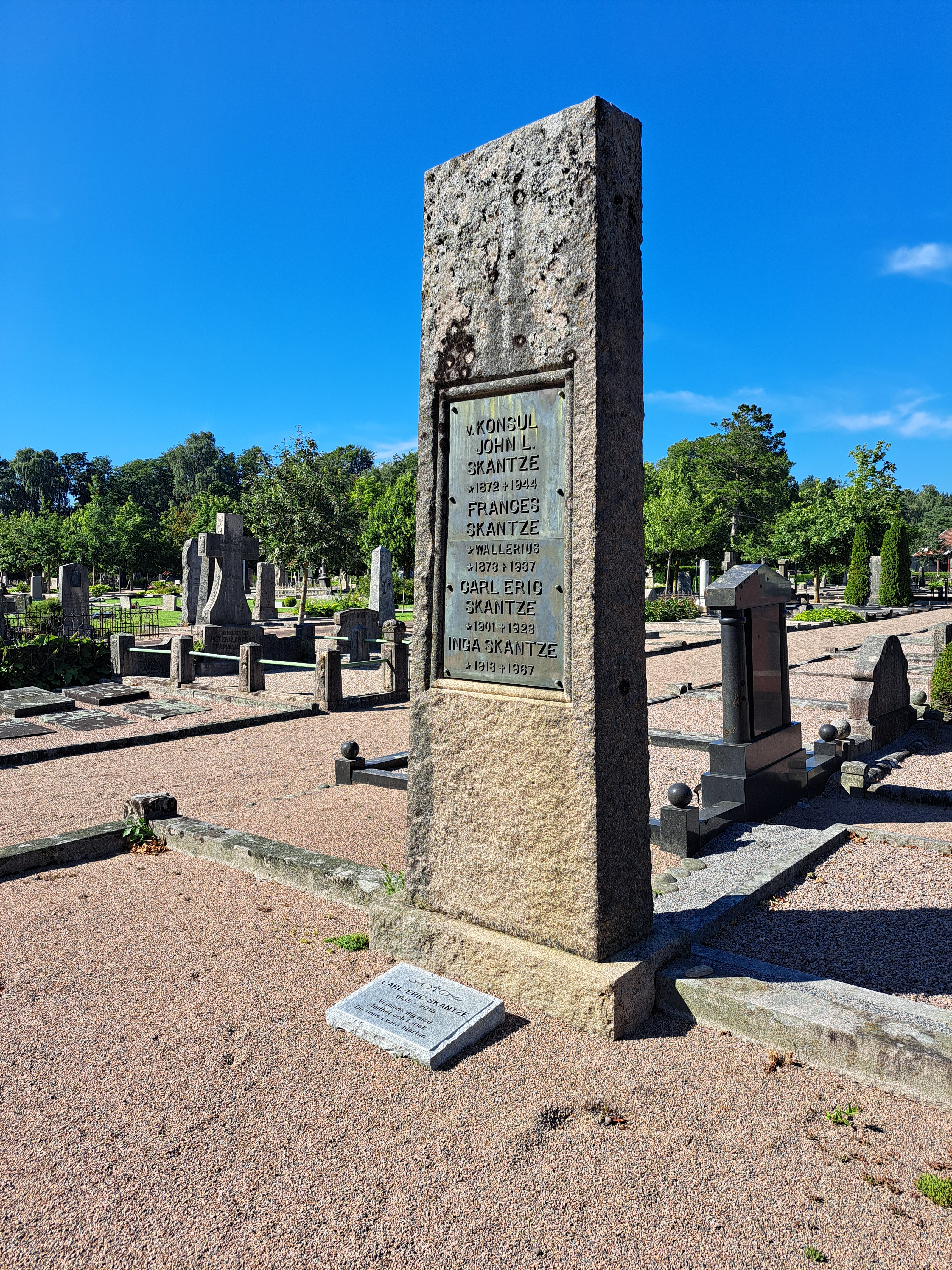
John L. Skantzes grav, Falkenberg.

John Laurentius Skantze, född 13 juni 1872, död 23 mars 1944, grundare av bryggeriaktiebolaget Falken, sedermera namngivet Falcon.
John L. Skantze var son till sjökaptenen Carl Alfred Skantze (1835-1906) och Laurentia Augusta Pettersson (1838-1922). Han var näst yngst av nio syskon, varav ett utvandrade till USA.
Skantzes försök att etablera sig på hemorten Kungsbacka gick omintet, dels för att renvattenförsörjning inte då kunde utlovas, dels för att tillräcklig tilltro till projektets ekonomi inte kunde mobiliseras. I Falkenberg fanns tilltron till idén. Särskilt stöd vid aktietecknande, utöver familjens, fick han från apotekaren Josef Christian Brag , bankdirektören August Henrekson och Georg Stenström, VD för Berte Qvarn. Så kunde han vid 24 års ålder grunda bryggeriaktiebolaget Falken i Falkenberg.
Skantze ledde framgångsrikt bryggeriet fram till 1937. Därefter tog sonen Erland över.